# Clive Colbridge
Clive Colbridge là một cầu thủ bóng đá thi đấu ở vị trí tiền vệ chạy cánh ở Football League cho York City, Workington, Crewe Alexandra, Manchester City và Wrexham.